# Pomocnik (roślina)

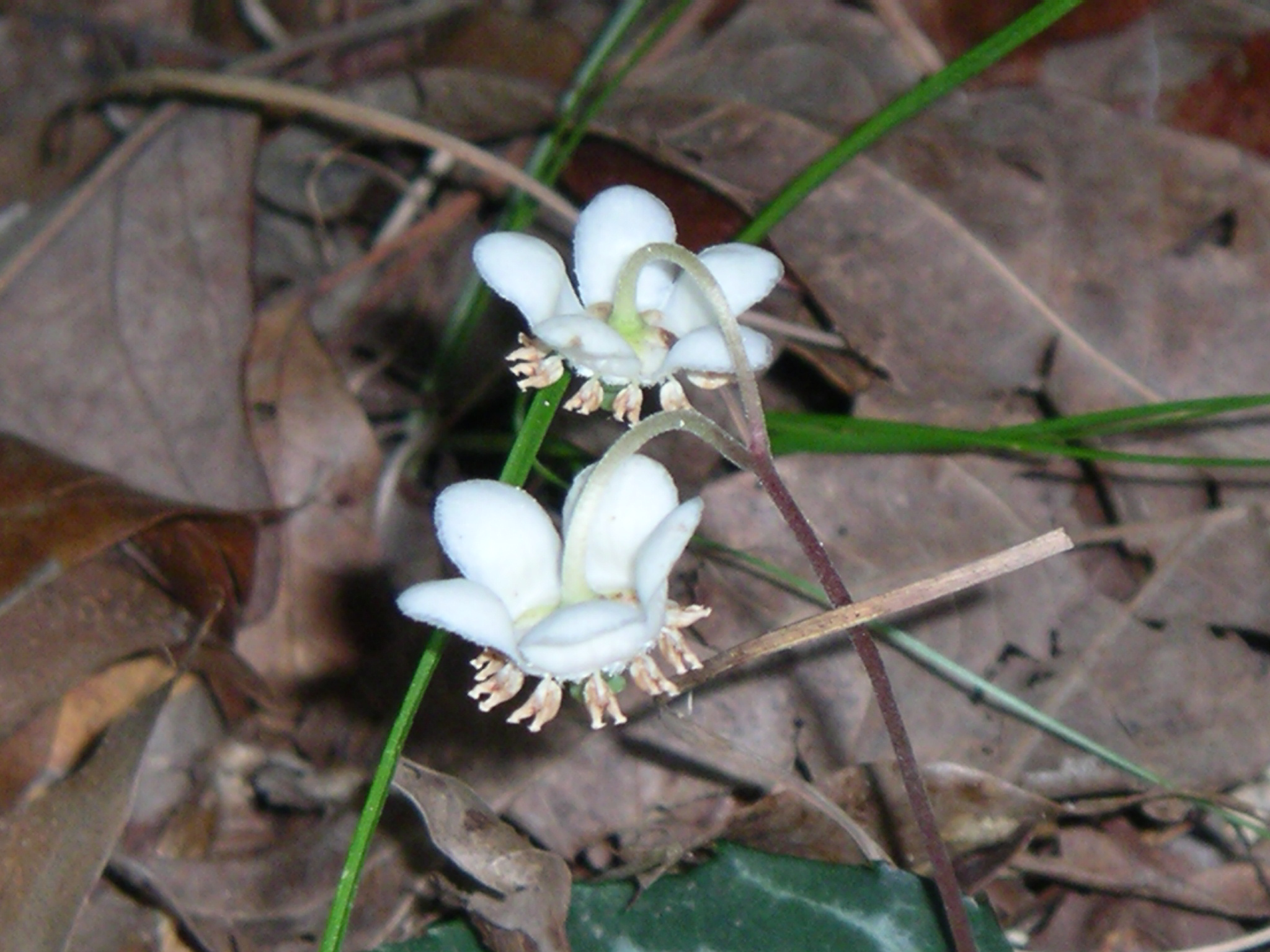
Chimaphila maculata

Pomocnik (Chimaphila) – rodzaj roślin należących do rodziny wrzosowatych (Ericaceae). Obejmuje 5 gatunków. Zasięg rodzaju obejmuje wszystkie kontynenty na półkuli północnej pod wpływem klimatu umiarkowanego. 2n = 26.

## Rozmieszczenie geograficzne
Rodzaj występuje w Europie, Azji i Ameryce Północnej. Na wszystkich tych kontynentach rośnie pomocnik baldaszkowy Ch. umbellata. W Azji wschodniej obecne są dwa gatunki (Ch. japonica i Ch. monticola). Także dwa gatunki rosną w Ameryce Północnej – Ch. menziesii występuje w zachodniej części kontynentu, a Ch. maculata we wschodniej oraz w Ameryce Środkowej. Jedynym przedstawicielem rodzaju we florze Polski jest pomocnik baldaszkowy.

## Morfologia
PokrójNiewielkie (do 20 cm wysokości) byliny płożące lub wzniesione. Rośliny nagie lub owłosione.
LiścieZimozielone, ogonkowe, wyrastają na łodydze skrętolegle lub w nibyokółkach po 2–6. Blaszka skórzasta i naga, lancetowata, jajowata lub łopatkowata, całobrzega lub piłkowana, czasem plamiasta.
KwiatyWyrastają pojedynczo lub częściej skupione po kilka w baldachogrono lub pozorny baldach na szczytach pędów. Szypułki kwiatowe są nagie do owłosionych, w czasie owocowania są prosto wzniesione. Kielich składa się z 5 jajowatych lub zaokrąglonych działek, zrośniętych tylko u nasady. Płatków korony jest 5, są one wolne, barwy białej lub różowej, często fioletowo nabiegłe. Pręcików jest 10. Zalążnia jest pięciokomorowa, ale z niepełnymi przegrodami. Szyjka słupka pojedyncza.
OwoceWzniesione torebki zawierające ok. tysiąca drobnych, oskrzydlonych nasion.

## Systematyka
Pozycja systematyczna
Należy do plemienia Pyroleae, podrodziny Monotropoideae, rodziny wrzosowatych Ericaceae. W obrębie plemienia Pyroleae rodzaj zajmuje pozycję siostrzaną względem rodzaju gruszycznik Moneses, z którym łączą go liczne synapomorfie – pojedyncze kwiaty, podobnie zbudowane ziarna pyłku, budowa anatomiczna słupka, podobnie funkcjonująca szypułka kwiatowa i otwierające się owoce, ta sama liczba chromosomów (x = 13). Ta para rodzajów jest siostrzana względem rodzaju gruszyczka Pyrola, a te trzy rodzaje razem tworzą grupę siostrzaną względem rodzaju gruszynka Orthilia – bazalnego w obrębie plemienia Pyroleae.
Wykaz gatunków
- Chimaphila japonica Miq.
- Chimaphila maculata (L.) Pursh
- Chimaphila menziesii (R.Br. ex D.Don) Spreng.
- Chimaphila monticola Andres
- Chimaphila umbellata (L.) W.P.C.Barton – pomocnik baldaszkowy